# Nancy Fiddler
Nancy Ingersoll Fiddler (* 21. Februar 1956 in Schenectady) ist eine ehemalige US-amerikanische Skilangläuferin.

## Werdegang
Fiddler belegte bei den Nordischen Skiweltmeisterschaften 1987 in Oberstdorf den 45. Platz über 20 km Freistil, den 36. Rang über 10 km klassisch und den 26. Platz über 5 km klassisch und bei den Olympischen Winterspielen 1988 in Calgary den 43. Platz über 20 km Freistil, jeweils den 41. Rang über 5 km klassisch und 10 km klassisch und den achten Platz mit der Staffel. Im folgenden Jahr holte sie bei den Nordischen Skiweltmeisterschaften in Lahti mit dem 15. Platz über 15 km klassisch ihren ersten Weltcuppunkt. Ihre besten Platzierungen bei den Nordischen Skiweltmeisterschaften 1991 im Val di Fiemme waren der 18. Platz über 5 km klassisch und der 12. Rang mit der Staffel. In der Saison 1991/92 kam sie in Silver Star mit dem 15. Platz über 5 km klassisch erneut in die Punkteränge und erreichte mit dem 47. Platz im Gesamtweltcup ihr bestes Gesamtergebnis. Beim Saisonhöhepunkt, den Olympischen Winterspielen 1992 in Albertville, belegte sie jeweils den 29. Platz über 30 km Freistil und in der Verfolgung, den 27. Rang über 15 km klassisch und den 25. Platz über 5 km klassisch. Zudem errang sie dort zusammen mit Ingrid Butts, Leslie Thompson und Betsy Youngman den 13. Platz in der Staffel. Im folgenden Jahr lief sie bei den Nordischen Skiweltmeisterschaften in Falun auf den 47. Platz über 15 km klassisch, auf den 30. Rang über 5 km klassisch und auf den achten Platz mit der Staffel.

## Teilnahmen an Weltmeisterschaften und Olympischen Winterspielen

### Olympische Spiele
- 1988 Calgary: 8. Platz Staffel, 41. Platz 10 km klassisch, 41. Platz 5 km klassisch, 43. Platz 20 km Freistil
- 1992 Albertville: 13. Platz Staffel, 25. Platz 5 km klassisch, 27. Platz 15 km klassisch, 29. Platz 30 km Freistil, 29. Platz 10 km Verfolgung

### Nordische Skiweltmeisterschaften
- 1987 Oberstdorf: 26. Platz 5 km klassisch, 36. Platz 10 km klassisch, 45. Platz 20 km Freistil
- 1989 Lahti: 11. Platz Staffel, 15. Platz 15 km klassisch, 19. Platz 30 km Freistil, 23. Platz 10 km Freistil, 25. Platz 10 km klassisch
- 1991 Val di Fiemme: 12. Platz Staffel, 18. Platz 5 km klassisch, 20. Platz 15 km klassisch, 40. Platz 30 km Freistil
- 1993 Falun: 8. Platz Staffel, 30. Platz 5 km klassisch, 47. Platz 15 km klassisch